# Sint Nicolaasbaai
Sint Nicolaasbaai är en vik i Aruba (Kungariket Nederländerna). Den ligger i den sydöstra delen av landet, 20 km sydost om huvudstaden Oranjestad.